# Bad Laasphe
Bad Laasphe er en by og kommune i Tyskland i delstaten Nordrhein-Westfalen. Byen ligger i Wittgensteiner land i landkreisen Siegen-Wittgenstein.
Bad Laasphe har været hovedstad i grevskabet og fyrstendømmet Sayn-Wittgenstein-Hohenstein. 